# توريبيو أورتيغا راميريز
توريبيو أورتيغا راميريز (بالإسبانية: Toribio Ortega Ramírez)‏ هو عسكري مكسيكي، ولد في 16 أبريل 1870 في Coyame ‏ في المكسيك، وتوفي في 1916 في تشيهواهوا في المكسيك.